# Euristea
Euristea è un'opera in due atti di Carlo Coccia, su libretto di Giuseppe Maria Foppa. Fu rappresentata per la prima volta il 21 gennaio 1815 al Teatro La Fenice di Venezia.

## Cast della prima assoluta
Gli interpreti della prima rappresentazione furono i seguenti:
| Personaggio                | Registro vocale | Interprete                     |
| -------------------------- | --------------- | ------------------------------ |
| Euristea                   | soprano         | Elisabetta Manfredini-Guarmani |
| Cleomene                   | contralto       | Marietta Marcolini             |
| Tebandro                   | tenore          | Claudio Bonoldi                |
| Rodope                     | mezzosoprano    | Marianna Rossi                 |
| Fillicrate                 | tenore          | Domenico Bartoli               |
| Arconte/Gran sacrificatore | basso           | Luciano Bianchi                |

## Trama
La scena è parte nella città di Argo e parte nelle boscaglie presso la città stessa.
Il re di Creta Cleomene uccide in battaglia il re di Argo Policrate. La moglie di Policrate, Euristea, promette la propria mano a chi le recherà la testa dell'odiato Cleomene. Quest'ultimo prima della guerra si era invaghito di Euristea, vista in occasione di feste pubbliche, e dopo l'uccisione di Policrate torna ad Argo in incognito col nome di Lisimaco. Euristea, affascinata dalle prodezze di Lisimaco, se ne innamora, ma tiene segreti i propri sentimenti per non irritare Tebandro, re degli Acarnani, che le ha offerto aiuto contro lo stesso Cleomene. Cleomene, vedendo i preparativi di guerra contro di lui, riparte, ma promette ad Euristea che tornerà per aiutarla a vendicarsi. Quindi Cleomene ritorna alla guida di una flotta, e pone Argo sotto assedio, poi si ripresenta ad Euristea sotto le mentite spoglie di Lisimaco, proprio quando Tebandro, accorso, ha incendiato alcune sue navi. Con l'assedio posto da Cleomene e con lo sbarco di Tebandro ha inizio il melodramma.

### Atto I
Tebandro esulta vedendo l'incendio delle navi cretesi, sperando di ottenere il cuore di Euristea, ma la regina pensa sempre a Lisimaco. Cleomene rivela al condottiero Arconte che la sua intenzione non è rovinare Euristea ma conquistarne l'amore, poi parte lasciando ad Arconte il comando delle truppe cretesi. Quindi Cleomene si presenta ad Euristea, suscitando la gelosia di Tebandro, che diffida di lui perché nasconde le proprie origini. Partito Tebandro per la battaglia, Cleomene ed Euristea rimangono soli, ma nessuno dei due trova il modo di vincere il timore e rivelare i propri sentimenti. Più tardi, nel tempio d'Imeneo, Euristea rinnova il giuramento di concedersi e chi gli porterà Cleomene: tutti giurano con lei, tranne il falso Lisimaco, che solo dopo molte insistenze promette alla regina che porterà Cleomene ai suoi piedi. In quel momento si spegne il fuoco e s'oscura il tempio, lasciando tutti nel terrore.

### Atto II
Arconte viene catturato e portato nella reggia di Euristea da Tebandro, il quale poi si scontra con Cleomene che gli svela la propria vera identità. Si svolge un duello tra Tebandro e Cleomene, in cui quest'ultimo ha la meglio, poi impone al nemico, sotto giuramento, di tornare de Euristea e dirle che il re di Creta gli ha concesso la vita, ma senza rivelare che il creduto Lisimaco è Cleomene stesso.
Cleomene torna da Euristea, dove Arconte resta sorpreso vedendolo e Tebandro non ne può svelare l'identità per non rompere il giuramento. Euristea insiste per avere Cleomene come Lisimaco aveva promesso, ma le resistenze di quest'ultimo la fanno infuriare e Cleomene viene accusato di tradimento. Tebandro ne approfitta per cercare di farlo uccidere, ma infine Cleomene trova la forza per svelarsi a Euristea. Per mantenere fede alla promessa vorrebbe uccidersi, ma Euristea ne riconosce la lealtà e stabilisce che sarà lei a mantenere la propria promessa diventando sua sposa. Arconte, fuggito, cerca di assalire la reggia credendo Cleomene ancora in pericolo, ma quest'ultimo lo ferma e tutti ne riconoscono la generosità e il valore.

## Struttura musicale
- Sinfonia

### Atto I
- N. 1 - Introduzione e Cavatina di Tebandro Vieni o d'allori - Ah se l'amica sorte (Coro, Tebandro)
- N. 2 - Coro e Cavatina di Euristea Vien la regina a noi - Il tenero oggetto (Euristea, Tebandro, Coro)
- N. 3 - Coro e Cavatina di Cleomene Deh! vieni ai tuoi fidi - Là nel campo ardir ci chiama (Cleomene, Arconte, Coro)
- N. 4 - Cavatina di Rodope Si brama un vago oggetto
- N. 5 - Aria di Tebandro Quell'ardor che il sen m'accende (Tebandro, Coro)
- N. 6 - Duetto fra Cleomene ed Euristea Il mio vivo e fido ardore
- N. 7 - Finale I O memorabil giorno (Coro, Euristea, Sacrificatore, Tebandro, Rodope, Callicrate, Cleomene)

### Atto II
- N. 8 - Coro Suoni di Marte intorno (Arconte, Coro)
- N. 9 - Duetto fra Tebandro e Cleomene Il tuo dono ah ti riprendi
- N. 10 - Aria di Euristea All'affetto a tanto amore (Euristea, Coro, Cleomene)
- N. 11 - Aria di Arconte Minacci avverso il fato
- N. 12 - Duetto fra Tebandro ed Euristea Vedi l'ombra del consorte
- N. 13 - Coro ed Aria di Cleomene Tu Cleomene!... Il re nemico!... (Cleomene, Euristea, Coro)
- N. 14 - Finale II Frema il destino irato (Tebandro, Arconte, Cleomene, Rodope, Fillicrate, Coro, Euristea)